# Nährstoff
Als Nährstoffe bezeichnet man verschiedene organische und anorganische Stoffe, die von Lebewesen zu deren Lebenserhaltung aufgenommen und im Stoffwechsel verarbeitet werden. Die Vielfalt und die unterschiedlichen Bedürfnisse der Lebewesen lassen sich dennoch auf wesentliche Nährstoffgruppen zusammenfassen. Dabei dienen vor allem die Art, Herkunft, Verwendung sowie der mengenmäßige Bedarf der Nährstoffe als Grundlage einer Kategorisierung.
Nach einer anderen Definition werden nur energiereiche Stoffe als Nährstoffe bezeichnet, die im Organismus zu energieärmeren Stoffen abgebaut werden und dabei überwiegend der Energieversorgung des Körpers dienen. Mineralstoffe und Vitamine zählen dann nicht zu den Nährstoffen.
Auf käuflichen Lebensmittelverpackungen findet sich häufig eine Kennzeichnung des Nährwerts in Form einer Nährwerttabelle. Ihr spezifischer Energieinhalt wird dort als Brennwert angegeben.

## Pflanzen
In der Bodenkunde und in der agrarwissenschaftlichen Disziplin der Pflanzenernährung (Phytotrophologie) werden die Pflanzennährstoffe nach den benötigten chemischen Elementen bezeichnet. Kohlenstoff, Sauerstoff und Wasserstoff stehen in Form von Kohlenstoffdioxid und Wasser praktisch unbegrenzt zur Verfügung; alle anderen Elemente werden vor allem in Form gelöster anorganischer Verbindungen und Ionen als Mineralstoffe aufgenommen. Diese werden nach dem Gehalt an der Trockenmasse der Pflanzen oder dem täglichen Bedarf eingeteilt: Makroelemente oder Hauptnährelemente und Mikroelemente oder Spurenelemente.

## Tiere
Bei der tierischen Ernährung, mit dem Spezialfall der Ernährung des Menschen, unterscheidet man zwischen Makronährstoffen (Kohlenhydrate, Fette, Proteine) und Mikronährstoffen (Vitamine, Mineralstoffe). 
Viele Nährstoffe können unter Energieverbrauch aus anderen hergestellt werden (siehe nächster Abschnitt). Einige müssen mit der Nahrung aufgenommen werden; diese nennt man essenzielle Nährstoffe. 

### Kohlenhydrate
Kohlenhydrate dienen hauptsächlich der schnellen Energieversorgung des tierischen Organismus. Sie können in der Gluconeogenese synthetisiert werden und gelten deshalb nicht als essenziell. Kurzfristig wird Glucose als Glykogen in der Leber und im Muskelgewebe gespeichert. Wenn die Versorgung der Gewebe mit Kohlenhydraten größer ist als ihr Verbrauch, wird der Überschuss in Fett umgewandelt und gespeichert. Die Energiefreisetzung erfolgt im Normalfall in der nicht-oxidativen Glycolyse und im oxidativen Citrat-Zyklus. Die Energiedichte von Kohlenhydraten beträgt rund 17,2 kJ/g (4,1 kcal/g).
Nichtverdauliche Kohlenhydrate erfüllen wichtige Funktionen als Ballaststoffe.
Viele Pflanzen werden gezielt als Kohlenhydratquelle angebaut. Die in der Ernährung wichtigsten Kohlenhydrate sind: 
- Stärke aus allen Arten Getreide und Getreideprodukten (Brot, Nudeln), Kartoffeln, Bohnen
- Cellulose unter anderem aus Gräsern, für Wiederkäuer durch bakteriellen Abbau im Pansen als Futtermittel verwertbar, für den Menschen ist sie unverdaulich (Ballaststoff)
- Saccharose aus Zuckerrohr und Zuckerrübe
- Fruchtzucker aus Obst und Honig
- Traubenzucker aus Honig und als Bestandteil anderer Zucker
- Milchzucker aus Milch und Milchprodukten

### Fette
Flüssige fette Öle und feste Fette sind mit einem zu Kohlenhydraten und Proteinen etwa doppelt so hohem Brennwert von ca. 39 kJ/g (9,3 kcal/g) ein guter Energielieferant und zusammen mit Glykogen ein wichtiger Energiespeicher im Körper. Zur Energiegewinnung wird ein Fettmolekül in Glycerin und drei Fettsäuren gespalten; letztere werden über die β-Oxidation weiter abgebaut und in den Citratzyklus eingefügt. Zweifach ungesättigte Fettsäuren können vom Körper nicht hergestellt werden und müssen mit der Nahrung aufgenommen werden. Die bekanntesten Beispiele sind die Omega-3- und Omega-6-Fettsäuren. Wichtige Quellen für Speisefette sind zahlreiche Nutzpflanzen und Tiere. 
Pflanzenöle:
- Rapsöl
- Sonnenblumenöl
- Leinöl
- Palmöl
- Olivenöl
- Kokosöl
- Erdnussöl

Tierische Fette: 
- Tran von Walen und Robben
- Talg von Rindern und Schafen
- Schmalz von Schweinen und Gänsen
- Butter und Butterschmalz
- Fettfische wie Hering, Sardine und Sardelle, Lachs, Makrele, oder Aal

### Proteine
Proteine werden vor allem im Baustoffwechsel zu körpereigenen Stoffen umgebaut. Neben Strukturproteinen wie in Muskeln sind hier auch Enzyme zu nennen. Dazu werden die Proteine zuerst in die Aminosäuren gespalten und dann zu neuen Proteinen zusammengesetzt. Die Effizienz dieses Umbaus wird mit der biologischen Wertigkeit quantifiziert. Viele Aminosäuren können aus anderen synthetisiert werden, andere müssen als essentielle Aminosäuren mit der Nahrung aufgenommen werden. Proteine werden auch zur Energiegewinnung herangezogen und in den Citratzyklus eingespeist; ein Gramm liefert (wie auch Kohlenhydrate) etwa 17,2 kJ (4,1 kcal) Energie. 
Proteine werden aus Lebensmitteln wie Nutzpflanzen, Tieren oder Milchprodukten bezogen:
- Fleisch
- Fisch
- Eier
- Milchprodukte
- Hülsenfrüchte wie Linsen, Bohnen, Erbsen oder Sojabohne
- Getreide (Weizen, Roggen, Hafer, Reis, Hirse), Pseudogetreide (Buchweizen, Quinoa, Amaranth)
- Kartoffeln (lediglich 2 %, dafür sehr viele essentielle Aminosäuren)
- Algen, Sprossen

### Mineralstoffe
Mineralstoffe sind anorganische Substanzen, die sowohl in tierischen als auch in pflanzlichen Lebensmitteln vorkommen. Sie sind wie die Vitamine essentielle Stoffe. Sie müssen mit der Nahrung aufgenommen werden und liefern dem Körper keine Energie.  
- Mengenelemente
- Spurenelemente

### Vitamine
Vitamine sind organische Verbindungen, die der Organismus nicht als Energieträger, sondern für andere lebenswichtige Funktionen benötigt. Der Stoffwechsel kann sie nicht bedarfsdeckend synthetisieren. Vitamine müssen mit der Nahrung aufgenommen werden, sie gehören zu den essentiellen Stoffen. Pflanzen benötigen keine Vitamine; sie können alle für sie notwendigen organischen Stoffe selbst synthetisieren.